# Wendell (Carolina del Nord)
Wendell è una città degli Stati Uniti d'America situata nella Carolina del Nord, nella Contea di Wake.